# Refurbishing
Refurbishing bezeichnet die qualitätsgesicherte Überholung und Instandsetzung von Produkten zum Zweck der Wiederverwendung und -vermarktung (= Remarketing).
Von erheblicher wirtschaftlicher Bedeutung ist das Refurbishing von Produkten bei
- EDV- und Bürogeräten (PC, Monitore, Software, Drucker, Kopiergeräte, auch Toner- und Tintenkartuschen),
- Komponenten aus Kraftfahrzeugen,
- Produktionsmaschinen und ganzen Produktionsstraßen.

Refurbishing trägt zur Vermeidung von Abfällen und zur Schonung von Primärressourcen bei.

## Beispiel
Ein Produkt wird z. B. durch das geltende 14-tägige Widerrufsrecht oder als Garantiefall an den Hersteller zurückgeschickt. Dieses Produkt wird vom Hersteller gründlich überprüft und generalüberholt, um es anschließend wieder verkaufen zu können – oft mit deutlichem Preisnachlass unter der Bezeichnung refurbished. Meist gibt der Hersteller auf ein solches Produkt eine erneute Garantie. Unabhängig von der Herstellergarantie gilt auch für Refurbished-Produkte wie für alle im Handel gekauften Produkte, die gesetzliche Gewährleistung von zwei Jahren, welche allerdings vom Anbieter (z. B. in AGB) gemäß § 476 Abs. 2 BGB bei Gebrauchtwaren auf ein Jahr beschränkt werden kann. Hierbei ist aber zu beachten, dass der Weiterverkäufer, der im Garantiefall verantwortlich ist, oft vom ursprünglichen Hersteller abweicht.

## Export in Entwicklungsländer
Der Export „refurbishter“ Geräte aus den Industriestaaten in weniger entwickelte Länder erleichtert aufgrund der niedrigen Kosten (die Geräte sind üblicherweise bereits abgeschrieben) die Ausstattung kaufschwacher Kunden in Entwicklungsländern mit Massenprodukten und stellt dort einen erheblichen Wirtschaftsfaktor dar.

## Refurbishments im Immobilienbereich
Im Immobilienbereich wird des Öfteren auch von Refurbishments bzw. Revitalisierung, im Sinne von Werterhaltung (Sanierungsmaßnahmen) von Bestandsimmobilien gesprochen.

## Refurbishments im Infrastrukturbereich
Eine Ökobilanzstudie (LCA) des niederländischen Forschungsinstitut CE Delft zeigt die Nachhaltigkeit des Neuverzinkens von Schutzplanken. Die Verwendung von neuverzinkten Autobahn-Schutzplanken (inkl. Transport sowie De- und Neumontage) weist einen fünfmal geringeren CO2-Fußabdruck sowie einen fünfmal geringeren Primärenergieverbrauch auf als der Ersatz durch neue Schutzplanken. Pro Meter neuverzinkter Schutzplanken werden so 112 kg CO2 und 1405 MJ Energie eingespart.

## Refurbishments in der IT-Branche
Betreiber von industriellen Serveranlagen weichen im Zuge der immer kürzer werdenden Produktlebenszyklen vermehrt auf refurbishte Produkte der IT-Wiedervermarktung aus. Im Gegensatz zu der weit verbreiteten Annahme, gebrauchtes Computerequipment sei für den produktiven Einsatz aufgrund der veralteten Technik nicht mehr zu gebrauchen, bietet der Gebrauchtmarkt Systeme an, die für die meisten Anforderungen mehr als ausreichend sind und sich in der Praxis bewährt haben.
Neue Technologien, welche unter Umständen in der Einführungsphase noch fehlerbehaftet sein können, stellen in einer Produktivumgebung ein erhebliches Sicherheitsrisiko dar. Ein Ausfall eines Produktivsystems könnte unter Umständen den finanziellen Ruin eines Unternehmens bedeuten, wenn Daten unwiderruflich verloren gehen oder Prozessketten eines Unternehmens stillstehen. Aus diesem Grund greifen Systemadministratoren mit Vorliebe auf Technologien zurück, welche sich bereits in der Praxis bewährt haben.
Die Versorgung mit Ersatzteilen in der IT-Branche stellt ein weiteres Problem dar, weshalb Betreiber industrieller EDV-Anlagen teilweise gezwungen sind, gebrauchte Komponenten einzukaufen. Ein Produkt wird vom Hersteller lediglich eine begrenzte Zeit supportet und hergestellt. Dies gilt auch für Ersatzteile, wodurch eine Verknappung am Markt mit entsprechenden Preiserhöhungen für neue Teile entsteht.
Im Jahr 2022 ist Nutzen der refurbished IT in der Wirtschaft noch nicht ganz angekommen, nur rund 4 % der Unternehmen nutzen wiederaufbereitete IT-Geräte. Das Thema Refurbshing nimmt im Zusammenhang mit der Klimaschutz-Diskussion mehr Platz in der öffentlichen Diskussion ein. Es geht um den Schutz seltener Rohstoffe und der Vermeidung von Elektroschrott.

### Refurbishments führender IT-Unternehmen
Große IT-Unternehmen wie Oracle, Hewlett-Packard, Cisco und NetApp haben das Potential des Gebrauchtmarktes erkannt und interne Abteilungen geschaffen, die sich dem Vertrieb und dem Marketing refurbishter Hardware widmen. Neben den bekannten Vertriebsplattformen für gebrauchte Artikel wie z. B. Ebay oder Amazon haben sich verschiedene Unternehmen (wie Itsco in Deutschland und Refurbished in Österreich, oder Laptoria) auf die Vermarktung und den Vertrieb gebrauchter Computersysteme spezialisiert. Einige Unternehmen haben sich auf die Vermarktung refurbishter Serverhardware spezialisiert.
Auch im Ersatzteilbereich kommt Refurbishing vor. Hier werden alte oder defekte Einzelteile wiederaufbereitet. Sie sind meist eine gute Alternative zu Original-Ersatzteilen, die in einigen Fällen gar nicht auf dem freien Markt verfügbar sind. Ein Beispiel hierfür sind Displays von Smartphones, die noch voll funktionsfähig sind, aber ein gebrochenes oder zerkratztes Glas haben.